# Orde van de Vlag van de Arbeid
De Orde van de Vlag van de Arbeid (Pools: "Order Sztandaru Pracy") werd op 2 juli 1949 door de regering van Polen ingesteld en tot de val van de communistische dictatuur in 1992 verleend. Men verleende deze socialistische orde aan personen en organisaties voor verdiensten van allerlei aard.
Het kleinood was een zilveren of gouden kruis met vijf geëmailleerde witte armen en een medaillon met een soldaat die een grote rode vlag plant. De orde werd in twee graden toegekend.
Het lint is rood met donkerrode biezen. De Eerste Klasse draagt op het baton een rozet met daaronder een strookje gouden galon als betrof het een grootkruis.